# Terraria
Terraria – komputerowa gra zręcznościowa z otwartym światem, zawierająca elementy gier fabularnych. Została wydana przez niezależne studio Re-Logic 16 maja 2011 roku na Microsoft Windows, a później na konsole Xbox 360, PlayStation Vita, PlayStation 3, Xbox Series, PlayStation 4 oraz Xbox One. Głównymi elementami gry są rozwój postaci, eksploracja świata otaczającego oraz walka z szeroką gamą potworów, w tym bossów, którzy często wymagają sporych umiejętności od gracza.
Gra została wydana 16 maja 2011 roku i szacuje się, że sprzedano jej 50 000 egzemplarzy pierwszego dnia, a w szczytowym momencie tego dnia jednocześnie w sieci grało 17 000 użytkowników. W przeciągu tygodnia sprzedaż gry wzrosła do 200 000 egzemplarzy, dzięki czemu Terraria stała się grą o największej sprzedaży tygodnia w serwisie Steam, pokonując tytuły takie jak Wiedźmin 2: Zabójcy królów czy Portal 2. Gra pozostawała na pierwszym miejscu na liście największej sprzedaży platformy Steam przez kolejne sześć dni, po czym spadła na miejsce drugie.

## Rozgrywka
Terraria znana jest z powodu minimalnego podobieństwa do popularnej gry Minecraft oraz klasycznych gier wydobywczo-przygodowych, takich jak Metroid. Podstawowa rozgrywka obejmuje cykl dnia i nocy, agresywne nocne potwory takie jak zombie czy latające demoniczne oczy, budowanie, odkrywanie otaczającego świata 2D, rozwijanie postaci na podstawie wzrostu zdrowia lub many, i ekwipunku znalezionego podczas wydobywania, poznawanie zaawansowanej fabuły oraz walkę z wymagającymi bossami. Głównym celem w grze jest pokonanie ostatecznego bossa – Księżycowego Władcy. Gra posiada grafikę opartą na blokach, która nawiązuje do 16-bitowych sprite'ów obecnych w grach wydawanych na konsolę SNES.
Na początku gry gracz posiada w swoim ekwipunku miedziany topór, miedziany kilof oraz krótki miedziany miecz. Postać posiada 5 serc życia, co odpowiada stu punktowemu zdrowiu oraz 1 gwiazdkę many. Kiedy gracz pierwszy raz pojawia się w nowym świecie, towarzyszy mu specjalny NPC – „przewodnik”, który wyjaśnia graczowi podstawowe mechanizmy gry. Kiedy gracz zbuduje swój pierwszy dom, Przewodnik wprowadzi się do pierwszego wolnego pokoju dla NPC.
Podczas pierwszego dnia w grze gracz w głównej mierze zbiera surowce, zwalczając szlamy, w losowo wygenerowanym świecie w celu zbudowania schronienia na pierwszą noc. W nocy pojawiają się różne potwory w postaci zombie lub demonicznych oczu, które będą nieustannie próbowały zaatakować gracza aż do nastania kolejnego dnia. O świcie potwory zaczną uciekać nawet jeśli atakowały właśnie gracza.
Gracz pokonując bossa The Wall of Flesh, którego przywołać można w piekle, może uaktywnić na swoim świecie tryb Hardmode. Wtedy pojawią się na nim o wiele silniejsi przeciwnicy, jest to jednak wymagane do dalszego postępu rozgrywki.
Poza podstawowymi mechanizmami gry, Terraria posiada kilka elementów, których nie ma w grach, z których czerpie inspiracje. Poprzez spełnienie określonych wymagań (np. pokonanie bossa albo zdobycie dodatkowego serca) do zbudowanych przez gracza pomieszczeń mogą wprowadzić się NPC. Mogą to być m.in. kupiec, driada, handlarz bronią, czarownik, goblin majsterkowicz, mechanik, pielęgniarka oraz wiele więcej. Gracz może kupować od nich przedmioty lub ulepszyć swoje przedmioty za monety zdobyte poprzez pokonanie potworów, rozbicie słojów i waz lub znajdowanie skrzyń ze skarbami w wygenerowanym świecie. Każda mapa posiada także wygenerowane biomy z unikalnymi potworami oraz otoczeniem, takie jak np. pustynia, dżungla, piekło itp.
Podczas rozgrywki mogą wydarzyć się losowe zdarzenia, takie jak: noc krwawego księżyca, zwiększająca w nocy ilość potworów i pozwalająca niektórym wejść do budynków gracza, czy inwazja goblinów z jednej lub obu stron mapy, którzy maszerują, aby oblężyć dom gracza. Losowo mogą także spadać meteoryty, które gracz może eksplorować i tworzyć z nich zbroję lub broń. Zdarzenia te mogą zostać także wywołane poprzez spełnienie odpowiednich warunków.
Gracz może także wzywać bossów takich jak Oko Cthulhu, Pożeracz Światów czy Króla Szlamów. Niezależnie od bossów każda mapa posiada lochy, które zawierają rzadkie przedmioty i unikalnych przeciwników, a można wejść do nich bezpiecznie tylko po pokonaniu Skeletrona, który broni lochu na danej mapie.

## Rozwój
Re-Logic rozpoczęło prace nad grą w styczniu 2011 roku. Gra została stworzona w XNA, napisana w języku C#. 16 maja 2011 r. Terraria została wydana na Microsoft Windows. W grudniu 2011 r. wydano bezpłatną aktualizacje 1.1, dodającą nowych przeciwników, bossów, NPC i przedmioty. Aktualizacja ulepszyła generator światów oraz mechanikę światła w grze. W lutym 2012 r. deweloperzy ogłosili, że nie będą aktywnie rozwijać gry, ale wypuszczą łatkę naprawiającą błędy. Jednak w 2013 r. rozwój gry został wznowiony, a twórcy gry zapytali społeczność graczy co chcieliby zobaczyć w następnych aktualizacjach.
1 lipca 2015 r. Re-Logic wydało aktualizację 1.3, wprowadzającą tryb ekspert, nową oprawę graficzną i muzyczną, poprawiającą inteligencję NPC, oraz ponad 800 nowych przedmiotów.
Czwartą, a zarazem ostateczną aktualizacją gry jest Koniec Podróży (ang. Journey's End). Została ona wydana 16 maja 2020 roku w dziewiątą rocznicę gry. Podobnie jak poprzednie duże aktualizacje, wprowadza nowe przedmioty, tryby trudności, przeciwników oraz funkcjonalności.
W listopadzie 2020 r. Re-Logic ogłosiło, że w niedługim czasie gracze PC będą mogli udostępniać m.in. zapisy światów oraz paczki tekstur. Już 29 marca 2021 r. gracze otrzymali dostęp do Warsztatu Steam pozwalającego dzielenie się światami, ścieżkami dźwięków, paczkami tekstur i fanowskimi tłumaczeniami gry na różne języki. Warsztat nie daje jednak możliwości dzielenia się modyfikacjami, które są dostępne tylko w specjalnym narzędzie o nazwie tModLoader. Twórcy oznajmili, że najciekawsze prace będą oznaczane specjalną plakietką, co ułatwi ich odszukanie w gąszczu Steam.
22 listopada 2021 r. doszło do aktualizacji cross-over z Klei Entertainment – studiem odpowiedzialnym za grę Don't Starve Together.

## Odbiór
Terraria otrzymała pozytywne opinie wg agregatora Metacritic. Dziewięć lat po wydaniu gry na PC, w dniu wydania aktualizacji 1.4, Terraria uzyskała rekordową liczbę graczy wynoszącą 489.886.

### Sprzedaż
Gra w 2021 sprzedała się ilości ponad 35 mln kopii (17,2 mln kopii wersji PC, 8,5 mln na konsolach oraz 9,3 mln na urządzeniach mobilnych). Tym samym uplasowała się jako 14. najbardziej sprzedająca się gra wszech czasów.